# Аносовичи
Аносовичи (бел. Аносавічы) — деревня в Новосёлковском сельсовете Петриковского района Гомельской области Беларуси.
На севере и западе граничит с лесом.

## География

### Расположение
В 43 км на север от Петрикова, 32 км от железнодорожной станции Муляровка (на линии Лунинец — Калинковичи), 193 км от Гомеля.

## Транспортная сеть
Рядом автодорога Новосёлки — Калинковичи. Планировка состоит из 2 коротких, широтных улиц, к которым на востоке присоединяется прямолинейная короткая улица. Жилые дома деревянные, усадебного типа/

## История
По письменным источникам известна с XVIII века как селение во владении Обуховичей. После 2-го раздела Речи Посполитой (1793 год) в составе Российской империи. В 1795 году в Комаровичской волости Мозырского уезда Минской губернии. Обозначена на карте 1866 года, которая использовалась Западной мелиоративной экспедицией, работавшей в этих местах в 1890-е годы. В 1931 году организован колхоз, работала смоловарня. Во время Великой Отечественной войны 10 жителей погибли на фронте. Согласно переписи 1959 года в составе совхоза «Новосёлки» (центр — деревня Новосёлки).

## Население

### Численность
- 2004 год — 14 хозяйств, 24 жителя.

### Динамика
- 1795 год — 6 дворов.
- 1834 год — 7 дворов.
- 1908 год — 13 дворов, 110 жителей.
- 1921 год — 21 двор, 149 жителей.
- 1959 год — 112 жителей (согласно переписи).
- 2004 год — 14 хозяйств, 24 жителя.